# Усть-Ермилиха
Усть-Ерми́лиха — село в Усть-Калманском районе Алтайского края России. Входит в состав Кабановского сельсовета.

## География
Усть-Ермилиха находится на западе района, на правом берегу Чарыша, в предгорной зоне, рельеф которой характеризуется большим разнообразием и грядами холмов, достигающих высоты 100—150 м. Местность вокруг села изобилует оврагами.
Климат
Климат в регионе резко континентальный, соответствует умеренно теплой климатической зоне. В январе средняя температура атмосферы минус 17,7 °C, в июле плюс 19,8 °C. Период без морозов составляет 120—130 дней в году. Годовое количество солнечных дней 250—260. За год выпадает от 450 мм до 500 мм осадков, преимущественно в летнее время. Господствующие ветра имеют юго-западное направление.
Расстояние до
- районного центра Усть-Калманка 31 км.
- областного центра Барнаул 160 км.

Уличная сеть
В селе одна улица — Центральная.
Ближайшие села
Бураново 4 км, Кособоково 4 км, Воробьёво 8 км, Усть-Порозиха 12 км, Чупино 12 км, Новобураново 14 км, Кабаново 15 км, Западный 17 км, Пономарёво 19 км, Тугозвоново 20 км, Усть-Камышенка 21 км, Ельцовка 22 км.

## История
Первыми на землях Усть-Калманского района начали селиться старообрядцы, основавшие некоторые сёла. Усть-Ермилиха была основана в 1748 году старообрядческими семьями, переселившимися из центральных областей России. В советское время село некоторое время носило название Верхнебураново.
В 1928 г. состояло из 210 хозяйств, основное население — русские. В административном отношении являлось центром Усть-Ермилихинского сельсовета Покровского района Рубцовского округа Сибирского края.

## Население
| 1926 | 1997 | 1998 | 1999 | 2000 | 2001 | 2002 |
| ---- | ---- | ---- | ---- | ---- | ---- | ---- |
| 1214 | ↘114 | ↗135 | ↘122 | ↗124 | ↘117 | ↘113 |
| 2003 | 2004 | 2005 | 2006 | 2007 | 2008 | 2009 |
| ↘109 | ↘89  | ↗95  | ↗96  | ↘91  | ↘89  | ↘83  |
| 2010 | 2011 | 2012 | 2013 |      |      |      |
| ↘74  | →74  | ↗75  | ↗77  |      |      |      |

## Инфраструктура
В селе работает МУЧ Усть-Ермилихинская начальная школа, ФАП и магазин, почтовое отделение находится в селе Бураново.
Транспорт
Ближайшая железнодорожная станция находится в городе Алейске.